# Pierre Plantard
Pierre Athanase Marie Plantard, né à Paris le 18 mars 1920 et mort à Colombes (Hauts-de-Seine) le 3 février 2000, dessinateur de métier, est surtout connu pour avoir longtemps tenté de démontrer sa descendance de la lignée mérovingienne.

## Biographie
Fils unique, issu d'une famille modeste, Pierre Plantard quitte l'école à 17 ans. Devenu sacristain à l'église Saint-Louis-d'Antin, dans le 9e arrondissement de Paris, il milite dans diverses associations d'extrême droite, ce qui le mène à la fondation de divers groupes antijuifs tels que Rénovation nationale française ou Alpha Galates. Mais il est surtout connu pour être le co-auteur, avec Philippe de Chérisey, dans les années 1960, de documents d'archives sans preuves vérifiées connus sous le nom de Dossiers secrets d'Henri Lobineau. Il use de toute une série de noms d'emprunt au fil de sa vie : « Varran de Verestra » ; « Pierre De France » ; « Chyren » (en référence à la prophétie de Nostradamus sur la venue d'un grand monarque) ; et, dès 1975 (date importante dans l'Affaire dite de Rennes-Le-Château), il se fait nommer « Pierre Plantard de Saint-Clair » (voir Famille Sinclair, en référence aux Templiers de la Chapelle de Rosslyn en Écosse).
Il est également connu pour être le fondateur en 1956 du Prieuré de Sion.

### L’action politique
Pierre Plantard s'essaie une vingtaine d'années en politique, à l'extrême droite de l'échiquier français. Convaincu par l’affaire Stavisky de la réalité d’un complot judéo–maçonnique mondial et, après un bref passage à l'Action française de Charles Maurras, il fonde des groupuscules antisémites : l’Union française (1937), Rénovation nationale française (1941) et Alpha Galates en 1942 (association déclarée à la Préfecture de Police de Paris), mouvement d'extrême droite qui soutient le régime de Vichy dirigé par Philippe Pétain. Son bulletin mensuel de quatre pages, Vaincre — Pour une jeune chevalerie, n'est publié et distribué gratuitement qu'à six reprises entre septembre 1942 et février 1943. Il y signe des articles sous le nom de « Pierre De France » ou « Pierre De France-Plantard ». Les grades de l’ordre Alpha Galates s’inspirent de l’ordre rosicrucien AMORC. 
En décembre 1940, Pierre Plantard se dit dirigeant de Rénovation nationale française. Le 21 avril 1941, il écrit à la Préfecture pour l’informer que son mouvement a décidé, avec « l’appui des hautes autorités allemandes, de prendre possession du local inoccupé situé au 22 place Malesherbes et loué à un juif anglais, M. Shapiro ». La permission est refusée par les autorités allemandes le 3 septembre 1941.
En 1943, il écrit au Maréchal Pétain une lettre où il dénonce un complot judéo–maçonnique contre lui. 
Un rapport de police daté du 3 janvier 1943, décrit Plantard comme « un illuminé, un jeune homme prétentieux et sans grande formation intellectuelle », et, le 3 septembre 1943, la préfecture et les autorités allemandes lui interdisent toute activité. 
À la Libération, il essaie de faire passer ces organisations pour des groupes de résistance. Son dernier coup d’éclat se situe lors de la crise de mai 1958 lorsqu’il prétend être l’un des organisateurs des comités de salut public en métropole.
Des ennuis judiciaires amènent Plantard en prison de 1953 à 1954, provoquant la dissolution de son groupuscule.

### L'action ésotérique
Les pièces essentielles de cette construction ésotérique sont issues du contact que Plantard aurait eu, avant et pendant la guerre, avec le milieu synarchiste de Saint-Yves d'Alveydre, notamment par l'entremise d'Israël Monti (Marcus Vella), alias Georges Monti (1885-1936). Ce sont sans doute ces premiers éléments qui l'ont poussé, en 1947, à rassembler les papiers légaux nécessaires à la création de l'Académie latine, organisation dont le but était la recherche historique. Mais il faut réellement attendre le milieu des années cinquante pour le voir répandre, dans les cercles catholiques, une version de son histoire personnelle qui accrédite son ascendance royale, Plantard se disant descendant de Dagobert II, Mérovingien et prétendant au trône de France.
Le 8 juillet 1951, il est initié en franc-maçonnerie dans le Grand Orient de France par la loge « L'Avenir du Chablais » à Ambilly dont il est exclu en janvier 1954 sur décision du conseil de l'ordre.
En 1956, il fonde à Annemasse le Prieuré de Sion, dont André Bonhomme est président jusque 1973. 
Le 7 mai 1956, il en dépose les statuts à la sous-préfecture de Saint-Julien-en-Genevois. L'objectif de cette confrérie serait de rénover moralement l'Europe en réalisant l'unification du continent par la CEE et d'autres moyens plus complexes. Pour donner une preuve de ses propos, Plantard n'hésite pas, avec l'aide de son ami Phillipe de Philippe de Chérisey, à fabriquer et introduire anonymement, entre 1964 et 1967, à la Bibliothèque nationale de Paris, une série de documents sans preuves manuscrites vérifiées sous le nom des Dossiers secrets d'Henri Lobineau : parmi ceux-ci un document relatif au Prieuré de Sion. 
Plantard revient en prison pour une affaire de détournement de mineur en 1956, il déménage le Prieuré à Paris. Plantard se prétend à cette époque descendant du roi mérovingien Dagobert II, dernier monarque légitime de sa dynastie. Puis il récupère le mythe de Rennes-le-Château où existerait un trésor mérovingien comprenant des documents au contenu explosif. Il présente alors le Prieuré de Sion comme une société occulte défenderesse des droits des descendants des Mérovingiens ; il aurait été fondé par Godefroy de Bouillon et eu pour grands maîtres des alchimistes et occultistes célèbres. 
Le Prieuré de Sion sort de son quasi-anonymat en 1967, lorsque Plantard contacte Gérard de Sède, déjà auteur d'un livre sur l'histoire de Gisors (Les Templiers sont parmi nous, 1962). Cette rencontre aboutit au deuxième livre de De Sède, L'or de Rennes (1967). Toute la fantasmagorie sur Rennes-le-Chateau et le trésor caché de l'abbé Saunière démarre alors, notamment entretenue par des « parchemins » fabriqués par Philippe de Chérisey pour ce livre, alors que l'abbé Saunière n'aurait fait que du trafic de messes, comme l'attestent ses comptes et archives consultables au diocèse de Carcassonne. De Sède et le journaliste Chaumeil dénonceront les documents de Plantard comme des faux.
En 1993, Pierre Plantard est interrogé par la justice dans le cadre de l'enquête sur la mort de Roger-Patrice Pelat, ancien ami de François Mitterrand. Plusieurs documents retrouvés chez lui le présentent comme étant le « vrai Roi de France ». Plantard avoue son illégitimité de roi de France et reçoit le conseil de ne plus jouer avec la justice française[réf. nécessaire].
Il reste isolé de 1993 jusqu'à sa mort, le 3 février 2000 ; l'annonce n'en est faite que le 17 juin de la même année, mais en indiquant une date de décès au 13 juin. Ses restes ont été incinérés.

## Influences
- En 1982, trois auteurs anglais, Henry Lincoln, Michael Baigent et Richard Leigh, ont écrit L'Énigme sacrée, puis Le Message, où ils ont transcrit plusieurs entrevues avec Pierre Plantard.
- Dans le jeu vidéo d'aventure Les Chevaliers de Baphomet, sorti en 1996, un homme nommé Plantard se fait assassiner dans l'introduction. Un personnage secondaire porte également le nom de Lobineau.
- En 2003, Dan Brown s'est explicitement référé au Prieuré de Sion dans son ouvrage Da Vinci Code. Il en fait une de ses sources historiques et mentionne Pierre Plantard.
- En 2005, Jean-Jacques Bedu publie Les Sources secrètes du Da Vinci Code, où il parle d'une conversation téléphonique qu'il a eue avec M. Plantard.